# البوذية والتوجه الجنسي
تختلف العلاقة بين البوذية والتوجه الجنسي باختلاف المعلم والتقاليد، ووفقاً لبعض العلماء فإن البوذية المبكرة لم تُوصم العلاقات المثلية، بل إن هذا الموضوع  لم يجرِ التطرق إليه من الأساس.

## المريدون (الأتباع) والطقوس الرهبانية
على الرغم من أن «الشذوذ الجنسي» مصطلح منتشر على نطاق واسع، يرى مراقبون أنه يخضع للمراقبة أو التفسير وفقاً للمعايير المجتمعية، لم يرد ذكر السلوك الجنسي الأمثل أو على أقل تقدير «السلوك الجنسي المقبول وغير المقبول» للأشخاص العاديين في أوائل السوترا البوذية، أبدت البوذية المبكرة صمتاً مطبقاً بخصوص العلاقات الجنسية المثلية.
وفقًا للكتب المقدسة البوذية المبكرة، ليس هناك ما ينص على أن العلاقات بين الجنسين أو المثلية تمس السلوك الإنساني السليم، من جهة أخرى يَعتقد بعض رهان ثيرافادا، أن ممارسة العلاقة الحميمة لنفس النوع لا تنتهك قانوناً وُضع لتنجب سوء الفعل الجنسي، ما يعني عدم ممارسة الجنس مع من هم دون السن القانونية (والذين يرغب آباؤهم أو أولياء أمورهم بحمايتهم) كذلك الشخص الخاطب، والمتزوج.
فرضت التقاليد اللاحقة قيوداً على الجنس غير المهبلي (إذ جاء في بعض نصوص البوذية أن الجنس غير المهبلي سوءُ سلوك جنسي، يشمل ذلك الرجال الذين يمارسون الجنس مع رجال آخرين. على الرغم من ذلك، فإن بعض رهبان البوذية يعتبرون أن هذه النصوص تخص ممارسة الجنس بالقوة (أو بمعنى أدق الجنس القسري)، لا تستند فكرة الجنس المهبلي هذه بالضرورة إلى ما ذكره بوذا بل إلى بعض الكتب المقدسة لاحقاً مثل ما ورد في نصوص أبهيدارما.
بالنسبة للضوابط التي يجب على الرهبان البوذية اتباعها، فإن (قواعد الانضباط للرهبان والراهبات «فينايا») تحظر كل الأنشطة الجنسية، تحظرها أو تحرمها من ناحية فيزيولوجية بحتة، ولا تميز أخلاقيًا بين الأشكال العديدة المدرجة الممكنة للاتصال الجنسي.
تشهد آراء البوذيين تنوعاً كبيراً فيما يخص المثلية الجنسية. ومن ضمن ما تُعَلمُه البوذية للناس، أن المتعة والرغبة الحسية عموماً واللذة الجنسية بشكل خاص، ليست سوى عوائق تحول دون التنوير المنشود، أدنى من أنواع المتعة (انظر على سبيل المثال pīti، وهي كلمة Pali غالبًا ما تُترجم على أنها «نشوة») والتي تعد جزءًا لا يتجزأ من ممارسة الـ ذيان.

## النصوص البوذية

### النصوص الأولى
في أوائل النصوص الرهبانية من القرن الرابع الميلادي، مُنع الرهبان الذكور من إقامة العلاقات الجنسية مع أي من الأجناس الأربعة: الذكور، والإناث، والبهاتوفيانجياناكا، والباسيكا. ثم سمح بوذا لاحقاً، بسيامة النساء ونهى عن سيامة الأنواع الأخرى من الناس عدا بعض الأنواع المعينة من البانداكا.